# Emerita rathbunae
Emerita rathbunae es una especie de "cangrejos de arena" en el género Emerita que vive a lo largo de las costas tropicales del Pacífico de las Américas.

## Descripción
E. rathbunae exhibe una forma extrema de dimorfismo sexual, con minúsculos machos neotenosos que se adhieren a los apéndices de la hembra, "llevando así la tendencia de los machos pequeños en este género casi al borde del parasitismo". Las hembras sexualmente maduras son típicamente de 33-44 mm (1,3-1,7 pulgadas) en la longitud del caparazón, mientras que los machos alcanzan solo los 2,5-3,0 mm (0,10-0,12 pulgadas).